# Větrušice
Větrušice település Csehországban, a Kelet-prágai járásban. Větrušice Klecany, Husinec, Máslovice, Vodochody és Libčice nad Vltavou településekkel határos. Lakosainak száma 707 fő (2024. január 1.).

## Népesség
A település lakosságának változását az alábbi diagram mutatja:
| Lakosok száma | 164  | 258  | 397  | 359  | 332  | 405  | 618  | 635  | 645  | 707  |
|               | 1869 | 1900 | 1921 | 1961 | 1991 | 2006 | 2016 | 2019 | 2021 | 2024 |